# مسحور
 مَسْحُور (بالإنجليزية: Enchanted)‏ فيلم رومانسي كوميدي من إنتاج أفلام والت ديزني مع التعاون من أندالاسيا بروداكشنز، وجوسيفسون إنترتينمنت، ورايت كوست بروداكشنز. عرض لأول مرة في 20 أكتوبر 2007 في مهرجان لندن للأفلام، قبل أن يتم إصداره في صالات العرض الأمريكية في 21 نوفمبر 2007، ترشح الفيلم لثلاث جوائز في مهرجان توزيع جوائز الأوسكار الثمانين.

## القصة
تكون البداية كفيلم رسوم متحركة ثم تتحول إلى فيلم بأبطال حقيقيين، وتدور أحداث الفيلم حول أميرة جميلة من أميرات الحكايات تدعى جيزيل (إيمي آدامز) تتعرض في يوم عقد قرانها على الأمير إدوارد (جيمس مارسدن) للنفي من قبل ملكة شريرة تدعى ناريسا (سوزان سوراندون) من عالمها السحري الكرتوني، لتجد نفسها في حياة حقيقية في شوارع مانهاتن، مصدومة بمحيطها الجديد تسير بفستانها الأبيض على الأرصفة تحاول أن تستوعب ما الذي حصل لها.
روبيرت (باتريك ديمبسي) محامي متخصص في قضايا الطلاق يلتقي بها ويقرر استضافتها في شقته التي يعيش فيها مع ابنته مارغون (راشيل كوفي) ولكنها لا تلقى ترحيب من نانسي (إيدينا مينزل) عشيقة روبيرت. تزداد الأمور تعقيدا عندما يلحق بها الأمير إدوارد إلى نيويورك، يرافقه خادمه ناثانيال (تيموثي سبال). ثم تلحق بهما الساحرة الشريرة ناريسا. فيحاولان أن يعودا إلى عالمهما السحري.

## روابط خارجية
- مسحور على موقع IMDb (الإنجليزية)
- مسحور على موقع ميتاكريتيك (الإنجليزية)
- مسحور على موقع الموسوعة البريطانية (الإنجليزية)
- مسحور على موقع روتن توميتوز (الإنجليزية)
- مسحور على موقع نتفليكس (الإنجليزية)
- مسحور على موقع ألو سيني (الفرنسية)
- مسحور على موقع Turner Classic Movies (الإنجليزية)
- مسحور على موقع أول موفي (الإنجليزية)
- مسحور على موقع بوكس أوفيس موجو (الإنجليزية)
- مسحور على موقع فيلمافينيتي (الإسبانية)